# Llista de rellotges de sol del Gironès
Llista de rellotges de sol instal·lats de forma permanent en espais públics de la comarca del Gironès.

## Aiguaviva
| Nom                            | Descripció                                      | Localització                                                | Coordenades                                          | Fitxa | Imatge                                                   |
| ------------------------------ | ----------------------------------------------- | ----------------------------------------------------------- | ---------------------------------------------------- | ----- | -------------------------------------------------------- |
| Carretera antiga a Vilablareix |                                                 | Aiguaviva Ctra. antiga a Vilablareix                        |                                                      | fitxa | Carregueu una nova foto                                  |
| Carretera antiga al Perelló    | Inscripció: 1891                                | Aiguaviva Ctra. antiga al Perelló                           |                                                      | fitxa | Carregueu una nova foto                                  |
| Cal Ferrer                     | Inscripció: Any 1959                            | Aiguaviva Pl. Constitucional, 10                            | 41° 59′ 17″ N, 2° 45′ 44″ E / 41.988183°N,2.762200°E | fitxa | Carregueu una nova foto                                  |
| Mas Vinyes                     |                                                 | Aiguaviva Veïnat Güell                                      | 41° 55′ 36″ N, 2° 46′ 41″ E / 41.926717°N,2.778033°E | fitxa | Carregueu una nova foto                                  |
| Can Corretger                  |                                                 | Aiguaviva Veïnat de Güell                                   | 41° 56′ 00″ N, 2° 47′ 06″ E / 41.933333°N,2.785133°E | fitxa | Carregueu una nova foto                                  |
| Can Renart                     |                                                 | Aiguaviva Veïnat de Güell                                   | 41° 56′ 00″ N, 2° 47′ 03″ E / 41.933400°N,2.784267°E | fitxa | Carregueu una nova foto                                  |
| Casa dels Templers             |                                                 | Aiguaviva Veïnat del Mas Aliu                               | 41° 56′ 36″ N, 2° 47′ 11″ E / 41.943367°N,2.786517°E | fitxa | Casa dels Templers (Aiguaviva) · Carregueu una nova foto |
| Can Guinau, casa rural         |                                                 | Aiguaviva Veïnat de Migdia                                  | 41° 55′ 16″ N, 2° 45′ 52″ E / 41.921000°N,2.764500°E | fitxa | Carregueu una nova foto                                  |
| Ca l'Isern                     | Inscripció: 1915                                | Aiguaviva Veïnat de Migdia                                  | 41° 55′ 43″ N, 2° 46′ 06″ E / 41.928600°N,2.768267°E | fitxa | Carregueu una nova foto                                  |
| Mas Jeroni, ara Homs           |                                                 | Aiguaviva Veïnat de Puigtorrat                              | 41° 56′ 23″ N, 2° 46′ 40″ E / 41.939633°N,2.777717°E | fitxa | Carregueu una nova foto                                  |
| Mas Bellsolà                   | Inscripció: Mas Bellsolà                        | Aiguaviva Crta de Sta. Coloma, km 5,6, veïnat de Puigtorrat | 41° 56′ 21″ N, 2° 45′ 58″ E / 41.939233°N,2.766067°E | fitxa | Carregueu una nova foto                                  |
| Can Llobet                     |                                                 | Aiguaviva Veïnat de les Rajoleries                          | 41° 55′ 21″ N, 2° 45′ 27″ E / 41.922533°N,2.757550°E | fitxa | Carregueu una nova foto                                  |
| Can Parera                     | Inscripció: Que miras loca si el sol no me toca | Aiguaviva Veïnat de les Rajoleries                          | 41° 55′ 16″ N, 2° 45′ 33″ E / 41.921117°N,2.759233°E | fitxa | Carregueu una nova foto                                  |
| Can Carreter Vinyoles          | Inscripció: 1948                                | Aiguaviva Veïnat de les Rajoleries                          | 41° 54′ 29″ N, 2° 46′ 10″ E / 41.908133°N,2.769417°E | fitxa | Carregueu una nova foto                                  |

## Bescanó
| Nom                               | Descripció                                        | Localització                           | Coordenades                                          | Fitxa | Imatge                                    |
| --------------------------------- | ------------------------------------------------- | -------------------------------------- | ---------------------------------------------------- | ----- | ----------------------------------------- |
| Can Raset                         |                                                   | Bescanó C. Sant Sebastià, 9            | 41° 57′ 56″ N, 2° 44′ 34″ E / 41.965650°N,2.742850°E | fitxa | Carregueu una nova foto                   |
| Església de Sant Llorenç          |                                                   | Bescanó Pl. de Sant Llorenç, 1         | 41° 57′ 55″ N, 2° 44′ 34″ E / 41.965317°N,2.742717°E | fitxa | Vegeu més fotos · Carregueu una nova foto |
| Avinguda Assumpta, 8              |                                                   | Bescanó Av. Assumpta, 8                | 41° 57′ 56″ N, 2° 44′ 21″ E / 41.965683°N,2.739200°E | fitxa | Carregueu una nova foto                   |
| Carrer Rosselló, 5                |                                                   | Bescanó C. Rosselló, 5                 | 41° 58′ 03″ N, 2° 44′ 01″ E / 41.967450°N,2.733517°E | fitxa | Carregueu una nova foto                   |
| Mas la Torre                      | Inscripció: 1830                                  | Bescanó Bosc de la Torre               | 41° 57′ 36″ N, 2° 44′ 19″ E / 41.960000°N,2.738650°E | fitxa | Vegeu més fotos · Carregueu una nova foto |
| Mas Viader                        |                                                   | Bescanó                                | 41° 57′ 42″ N, 2° 43′ 45″ E / 41.961650°N,2.729200°E | fitxa | Vegeu més fotos · Carregueu una nova foto |
| Can Cavaller, casa de colònies    |                                                   | Bescanó L'Estanyol                     | 41° 56′ 00″ N, 2° 43′ 56″ E / 41.933206°N,2.732317°E | fitxa | Carregueu una nova foto                   |
| Mas del Canonge Bartomeu Burgués  | Inscripció: Any 1606                              | Bescanó L'Estanyol                     | 41° 55′ 56″ N, 2° 44′ 06″ E / 41.932339°N,2.735016°E | fitxa | Carregueu una nova foto                   |
| Mas Franc                         | Inscripció: Mas Franc / 1957                      | Bescanó Camí Ral, veïnat de Montfullà  | 41° 57′ 46″ N, 2° 45′ 51″ E / 41.962700°N,2.764267°E | fitxa | Carregueu una nova foto                   |
| Rectoria de Montfullà             | Inscripció: Sóc la llum del món                   | Bescanó Pl. de l'Església. Montfullà   | 41° 58′ 06″ N, 2° 45′ 36″ E / 41.968433°N,2.759900°E | fitxa | Carregueu una nova foto                   |
| Mas Pol                           |                                                   | Bescanó Pla de Trullars                | 41° 57′ 33″ N, 2° 40′ 06″ E / 41.959133°N,2.668467°E | fitxa | Carregueu una nova foto                   |
| El Mas Llunès                     |                                                   | Bescanó Ctra. GI-540 km 7,800. Vilanna | 41° 56′ 58″ N, 2° 41′ 08″ E / 41.949350°N,2.685467°E | fitxa | Carregueu una nova foto                   |
| Església parroquial de Sant Mateu | Inscripció: Jo sense fe i tu sense sol no som res | Bescanó Vilanna                        | 41° 58′ 33″ N, 2° 42′ 11″ E / 41.975817°N,2.703083°E | fitxa | Carregueu una nova foto                   |
| Mas Genís                         | Inscripció: Any 1978 / Mas Genís                  | Bescanó Vilanna                        | 41° 57′ 59″ N, 2° 41′ 03″ E / 41.966333°N,2.684167°E | fitxa | Carregueu una nova foto                   |

## Bordils
| Nom                     | Descripció                                           | Localització                 | Coordenades                                          | Fitxa | Imatge                  |
| ----------------------- | ---------------------------------------------------- | ---------------------------- | ---------------------------------------------------- | ----- | ----------------------- |
| Camí de Medinyà, 5      | Inscripció: Do si sol                                | Bordils Camí de Medinyà, 5   |                                                      | fitxa | Carregueu una nova foto |
| Can Baldiret            | Inscripció: 1829 / 1940                              | Bordils Camí de Medinyà, 9   | 42° 02′ 55″ N, 2° 54′ 56″ E / 42.048727°N,2.9155°E   | fitxa | Carregueu una nova foto |
| Camí Pla                |                                                      | Bordils Barri Rissec         |                                                      | fitxa | Carregueu una nova foto |
| Can Batista             | Inscripció: Año 1946                                 | Bordils C. Rissec, 9         | 42° 03′ 03″ N, 2° 55′ 18″ E / 42.050728°N,2.921754°E | fitxa | Carregueu una nova foto |
| Can Marli               | Inscripció: 1846 / 2006 / Els amics a qualsevol hora | Bordils C. de les Hortes, 14 | 42° 02′ 32″ N, 2° 54′ 27″ E / 42.042300°N,2.907367°E | fitxa | Carregueu una nova foto |
| Can Riera               |                                                      | Bordils Barri de Rissec      | 42° 02′ 30″ N, 2° 55′ 25″ E / 42.04162°N,2.923584°E  | fitxa | Carregueu una nova foto |
| Can Torra               |                                                      | Bordils C. Almeda, 26        | 42° 02′ 30″ N, 2° 54′ 45″ E / 42.041600°N,2.912367°E | fitxa | Carregueu una nova foto |
| Església de Sant Esteve |                                                      | Bordils Pl. de l'Església    | 42° 02′ 38″ N, 2° 54′ 40″ E / 42.043871°N,2.911216°E | fitxa | Carregueu una nova foto |

## Campllong
| Nom                     | Descripció                 | Localització                       | Coordenades                                          | Fitxa | Imatge                  |
| ----------------------- | -------------------------- | ---------------------------------- | ---------------------------------------------------- | ----- | ----------------------- |
| Agroturisme Sant Dionís |                            | Campllong                          | 41° 53′ 09″ N, 2° 50′ 19″ E / 41.885767°N,2.838517°E | fitxa | Carregueu una nova foto |
| Can Tomàs               | Inscripció: Any 1918       | Campllong Veïnat Can Falgueres     | 41° 54′ 28″ N, 2° 49′ 26″ E / 41.907817°N,2.823933°E | fitxa | Carregueu una nova foto |
| Can Festes              |                            | Campllong Ferreries                | 41° 54′ 01″ N, 2° 49′ 50″ E / 41.900350°N,2.830617°E | fitxa | Carregueu una nova foto |
| Can Xirgu               | Inscripció: Can Xirgu 2007 | Campllong Ferreries                | 41° 53′ 43″ N, 2° 49′ 41″ E / 41.895350°N,2.827967°E | fitxa | Carregueu una nova foto |
| Can Falgas              |                            | Campllong Veïnat les Ferreries, 11 | 41° 54′ 01″ N, 2° 49′ 25″ E / 41.900400°N,2.823633°E | fitxa | Carregueu una nova foto |

## Canet d'Adri
| Nom                                | Descripció                                       | Localització                       | Coordenades                                          | Fitxa | Imatge                  |
| ---------------------------------- | ------------------------------------------------ | ---------------------------------- | ---------------------------------------------------- | ----- | ----------------------- |
| Avinguda de Rocacorba, 3           |                                                  | Canet d'Adri Av. de Rocacorba, 3   |                                                      | fitxa | Carregueu una nova foto |
| Can Fuster                         |                                                  | Canet d'Adri Veïnat de Montcal     | 42° 02′ 18″ N, 2° 45′ 10″ E / 42.038283°N,2.752900°E | fitxa | Carregueu una nova foto |
| Can Pigem                          | Inscripció: Dona'm sol i et diré l'hora          | Canet d'Adri Ctra. GIV-5313 km 2,8 | 42° 01′ 40″ N, 2° 44′ 26″ E / 42.027717°N,2.740517°E | fitxa | Carregueu una nova foto |
| Can Quelot                         | Inscripció: 1701                                 | Canet d'Adri                       | 42° 02′ 25″ N, 2° 44′ 08″ E / 42.040317°N,2.735683°E | fitxa | Carregueu una nova foto |
| Església parroquial de Sant Vicenç |                                                  | Canet d'Adri                       | 42° 02′ 17″ N, 2° 44′ 06″ E / 42.038164°N,2.734947°E | fitxa | Carregueu una nova foto |
| Mas Camps                          |                                                  | Canet d'Adri                       | 42° 01′ 58″ N, 2° 46′ 03″ E / 42.032867°N,2.767597°E | fitxa | Carregueu una nova foto |
| Plaça del Poble                    |                                                  | Canet d'Adri Pl. del Poble         | 42° 02′ 15″ N, 2° 44′ 03″ E / 42.037517°N,2.734233°E | fitxa | Carregueu una nova foto |
| Els Refugis de la Mota             |                                                  | Canet d'Adri                       | 42° 03′ 29″ N, 2° 46′ 15″ E / 42.058056°N,2.770833°E | fitxa | Carregueu una nova foto |
| Can Fàbrega                        |                                                  | Canet d'Adri Veïnat d'Adri         | 42° 02′ 59″ N, 2° 43′ 39″ E / 42.049833°N,2.727367°E | fitxa | Carregueu una nova foto |
| Can Missó                          |                                                  | Canet d'Adri Veïnat d'Adri         | 42° 03′ 06″ N, 2° 44′ 18″ E / 42.051650°N,2.738283°E | fitxa | Carregueu una nova foto |
| Cal Tet                            |                                                  | Canet d'Adri Veïnat de Montcal     | 42° 02′ 49″ N, 2° 44′ 48″ E / 42.046983°N,2.746533°E | fitxa | Carregueu una nova foto |
| Can Bigotis                        | Inscripció: Añy 1973 / Nomes conto hores serenas | Canet d'Adri Veïnat de Montcal     | 42° 02′ 43″ N, 2° 44′ 55″ E / 42.045367°N,2.748550°E | fitxa | Carregueu una nova foto |
| Mas Murtra                         |                                                  | Canet d'Adri Veïnat de Montcal     | 42° 02′ 02″ N, 2° 45′ 43″ E / 42.033767°N,2.761950°E | fitxa | Carregueu una nova foto |

## Cassà de la Selva
| Nom                            | Descripció | Localització                                | Coordenades                                          | Fitxa | Imatge                  |
| ------------------------------ | --- | ------------------------------------------- | ---------------------------------------------------- | ----- | ----------------------- |
| Casa Llebrés 30                | | Cassà de la Selva Ctra. C-250 a Girona      |                                                      | fitxa | Carregueu una nova foto |
| Hostal del Sol                 | | Cassà de la Selva C. de Girona, 6           | 41° 53′ 19″ N, 2° 52′ 27″ E / 41.888600°N,2.874167°E | fitxa | Carregueu una nova foto |
| Església de Sant Martí         | Inscripció: La llum és l'ombra de Déu                                                                             | Cassà de la Selva Pl. de Sant Pere          | 41° 53′ 14″ N, 2° 52′ 28″ E / 41.887200°N,2.874517°E | fitxa | Carregueu una nova foto |
| Col·legi La Salle              | Inscripció: El sol marca les hores, l'educació marca la vida                                                      | Cassà de la Selva                           | 41° 53′ 10″ N, 2° 52′ 26″ E / 41.886111°N,2.873889°E | fitxa | Carregueu una nova foto |
| Can Canals                     | | Cassà de la Selva Veïnat Esclet, 8          | 41° 51′ 29″ N, 2° 51′ 50″ E / 41.858167°N,2.863800°E | fitxa | Carregueu una nova foto |
| Can Sacot                      | | Cassà de la Selva Veïnat Esclet, 1          | 41° 51′ 54″ N, 2° 52′ 01″ E / 41.865000°N,2.866867°E | fitxa | Carregueu una nova foto |
| Can Seixanta                   | | Cassà de la Selva Veïnat Esclet, 22         | 41° 52′ 00″ N, 2° 51′ 40″ E / 41.866683°N,2.860983°E | fitxa | Carregueu una nova foto |
| Can Vilavella                  | Inscripció: Afanya't mentre hi hagi llum                                                                          | Cassà de la Selva Veïnat Esclet, 16         | 41° 51′ 08″ N, 2° 51′ 33″ E / 41.852167°N,2.859217°E | fitxa | Carregueu una nova foto |
| Capella de Sant Vicenç         | | Cassà de la Selva Esclet                    | 41° 51′ 08″ N, 2° 51′ 34″ E / 41.852133°N,2.859333°E | fitxa | Carregueu una nova foto |
| Parc de les Art Contemporànies | Equatorial | Cassà de la Selva                           | 41° 53′ 47″ N, 2° 52′ 11″ E / 41.896300°N,2.869733°E | fitxa | Carregueu una nova foto |
| Ca la Ruca                     | Inscripció: Maneo nemini                                                                                          | Cassà de la Selva Veïnat de Mont-roig, 11   | 41° 52′ 40″ N, 2° 51′ 58″ E / 41.877700°N,2.866183°E | fitxa | Carregueu una nova foto |
| Can Violant                    | Inscripció: Si esta nuvol no dic res pero quant el sol ma toca amb la sombra de ma broca sempre dic l'hora que es | Cassà de la Selva Veïnat de Mont-Roig, 25   | 41° 52′ 22″ N, 2° 51′ 48″ E / 41.872733°N,2.863450°E | fitxa | Carregueu una nova foto |
| Mas Aragall                    | Inscripció: 1997 / Ca l'Aragai                                                                                    | Cassà de la Selva Veïnat de Mosqueroles, 13 | 41° 52′ 12″ N, 2° 50′ 30″ E / 41.870033°N,2.841633°E | fitxa | Carregueu una nova foto |
| Can Dalmau                     | | Cassà de la Selva Veïnat de Mosqueroles, 14 | 41° 52′ 33″ N, 2° 50′ 28″ E / 41.875733°N,2.841033°E | fitxa | Carregueu una nova foto |
| Can Piferrer                   | | Cassà de la Selva Veïnat de Mosqueroles, 15 | 41° 52′ 27″ N, 2° 50′ 34″ E / 41.874133°N,2.842767°E | fitxa | Carregueu una nova foto |
| Mas Viader                     | Inscripció: Any 1982                                                                                              | Cassà de la Selva Veïnat de Mosqueroles, 7  | 41° 52′ 29″ N, 2° 50′ 53″ E / 41.874833°N,2.848167°E | fitxa | Carregueu una nova foto |
| Cal Tano                       | Inscripció: Any 1988                                                                                              | Cassà de la Selva Veïnat de Sangosta, 20    | 41° 52′ 51″ N, 2° 51′ 12″ E / 41.880883°N,2.853433°E | fitxa | Carregueu una nova foto |
| Can Jep Xai                    | | Cassà de la Selva Veïnat Sangosta, 29       | 41° 53′ 07″ N, 2° 50′ 45″ E / 41.8853°N,2.845783°E   | fitxa | Carregueu una nova foto |
| Can Paciència                  | | Cassà de la Selva Veïnat Sangosta, 18       | 41° 52′ 55″ N, 2° 51′ 20″ E / 41.881833°N,2.855417°E | fitxa | Carregueu una nova foto |
| Can Vallfreda                  | Inscripció: 1992                                                                                                  | Cassà de la Selva Veïnat de Sangosta, 19    | 41° 52′ 53″ N, 2° 51′ 15″ E / 41.881367°N,2.854117°E | fitxa | Carregueu una nova foto |
| Can Gay                        | | Cassà de la Selva Veïnat Serinyà, 19        | 41° 52′ 20″ N, 2° 52′ 27″ E / 41.872150°N,2.874183°E | fitxa | Carregueu una nova foto |
| Can Paullé                     | Inscripció: XII-X-MCMLXI                                                                                          | Cassà de la Selva Veïnat de Serinyà, 7      | 41° 52′ 30″ N, 2° 52′ 16″ E / 41.875100°N,2.871000°E | fitxa | Carregueu una nova foto |
| Mas Domingo                    | Inscripció: Mas Domingo                                                                                           | Cassà de la Selva Veïnat Serinyà, 14        | 41° 52′ 18″ N, 2° 52′ 14″ E / 41.871550°N,2.870417°E | fitxa | Carregueu una nova foto |
| Torremansa                     | | Cassà de la Selva Veïnat Serinyà, 26        | 41° 52′ 13″ N, 2° 52′ 46″ E / 41.870217°N,2.879550°E | fitxa | Carregueu una nova foto |
| Veïnat de Serinyà, 17          | | Cassà de la Selva Serinyà                   | 41° 52′ 35″ N, 2° 52′ 29″ E / 41.876450°N,2.874850°E | fitxa | Carregueu una nova foto |
| Ca n'Arbres                    | Inscripció: 1 de diciembre del año MDCCCLXXXII                                                                    | Cassà de la Selva Veïnat de Verneda, 25     | 41° 52′ 13″ N, 2° 54′ 10″ E / 41.870400°N,2.902750°E | fitxa | Carregueu una nova foto |
| La Capsana                     | | Cassà de la Selva Veïnat de Verneda, 29     | 41° 52′ 04″ N, 2° 53′ 33″ E / 41.867850°N,2.892550°E | fitxa | Carregueu una nova foto |

## Celrà
| Nom                      | Descripció                                                | Localització               | Coordenades                                          | Fitxa | Imatge                  |
| ------------------------ | --------------------------------------------------------- | -------------------------- | ---------------------------------------------------- | ----- | ----------------------- |
| Cal Gras                 |                                                           | Celrà C. Pedró, 1          |                                                      | fitxa | Carregueu una nova foto |
| Carrer de la Cabanya, 15 |                                                           | Celrà C. de la Cabanya, 15 | 42° 01′ 39″ N, 2° 52′ 12″ E / 42.027566°N,2.870095°E | fitxa | Carregueu una nova foto |
| Can Botifarra            | Inscripció: Jo sensa sol, tu sensa fè, ni tu ni jo som re | Celrà                      | 42° 01′ 14″ N, 2° 52′ 56″ E / 42.020450°N,2.882150°E | fitxa | Carregueu una nova foto |

## Cervià de Ter
| Nom                | Descripció                                                   | Localització                                      | Coordenades                                          | Fitxa | Imatge                                                                   |
| ------------------ | ------------------------------------------------------------ | ------------------------------------------------- | ---------------------------------------------------- | ----- | ------------------------------------------------------------------------ |
| Carrer Quintana, 2 |                                                              | Cervià de Ter C. Quintana, 2                      | 42° 04′ 05″ N, 2° 54′ 44″ E / 42.068108°N,2.912212°E | fitxa | Carregueu una nova foto                                                  |
| Can Pius           |                                                              | Cervià de Ter Pl. de l'Església, 2, pati interior | 42° 04′ 04″ N, 2° 54′ 35″ E / 42.067700°N,2.909833°E | fitxa | Carregueu una nova foto                                                  |
| Can Casamort       | Inscripció: Del sol l'escalf i la llum. De la rosa el perfum | Cervià de Ter Veïnat de Raset                     | 42° 04′ 18″ N, 2° 55′ 27″ E / 42.071783°N,2.924300°E | fitxa | Can Casamort (Cervià de Ter) · Vegeu més fotos · Carregueu una nova foto |

## Flaçà
| Nom                     | Descripció                            | Localització             | Coordenades                                          | Fitxa | Imatge                                                                      |
| ----------------------- | ------------------------------------- | ------------------------ | ---------------------------------------------------- | ----- | --------------------------------------------------------------------------- |
| Carrer del Rec, 14      | Inscripció: 1596-1988 / Can Silvestre | Flaçà C. del Rec, 14     |                                                      | fitxa | Carregueu una nova foto                                                     |
| Can Tramuntana          |                                       | Flaçà                    | 42° 02′ 50″ N, 2° 57′ 46″ E / 42.047200°N,2.962850°E | fitxa | Carregueu una nova foto                                                     |
| Església de Sant Cebrià |                                       | Flaçà Pl. de l'Església  | 42° 03′ 00″ N, 2° 57′ 13″ E / 42.050117°N,2.953500°E | fitxa | Església de Sant Cebrià (Flaçà) · Vegeu més fotos · Carregueu una nova foto |
| Can Llonga              |                                       | Flaçà Veïnat de la Bolla | 42° 02′ 47″ N, 2° 57′ 30″ E / 42.046267°N,2.958217°E | fitxa | Can Llonga (Flaçà) · Carregueu una nova foto                                |
| Mas Bou                 |                                       | Flaçà Veïnat de Farreres | 42° 02′ 38″ N, 2° 58′ 22″ E / 42.043850°N,2.972783°E | fitxa | Carregueu una nova foto                                                     |

## Fornells de la Selva
| Nom                    | Descripció                                              | Localització                                  | Coordenades                                          | Fitxa | Imatge                                                                           |
| ---------------------- | ------------------------------------------------------- | --------------------------------------------- | ---------------------------------------------------- | ----- | -------------------------------------------------------------------------------- |
| Can Pinet              |                                                         | Fornells de la Selva Veïnat la Barceloneta    | 41° 55′ 52″ N, 2° 49′ 42″ E / 41.931188°N,2.828333°E | fitxa | Carregueu una nova foto                                                          |
| Hotel Fornells Park    | Inscripció: Jo sense fe tu sense sol ni tu ni jo som re | Fornells de la Selva Ctra. N-II, km 711       |                                                      | fitxa | Carregueu una nova foto                                                          |
| Cal Terrat             |                                                         | Fornells de la Selva C. Ramon Vayreda, 23     | 41° 55′ 46″ N, 2° 48′ 44″ E / 41.929551°N,2.81213°E  | fitxa | Carregueu una nova foto                                                          |
| Can Dellonder          | Inscripció: Any MCMLVII                                 | Fornells de la Selva C. Sant Cugat            | 41° 56′ 01″ N, 2° 48′ 46″ E / 41.93369°N,2.812778°E  | fitxa | Can Dellonder (Fornells de la Selva) · Vegeu més fotos · Carregueu una nova foto |
| Església de Sant Cugat |                                                         | Fornells de la Selva Pl. de l'Església        | 41° 55′ 52″ N, 2° 48′ 45″ E / 41.931183°N,2.812567°E | fitxa | Carregueu una nova foto                                                          |
| Mas Roders             |                                                         | Fornells de la Selva El Pla de la Seva        | 41° 56′ 16″ N, 2° 47′ 42″ E / 41.937667°N,2.795083°E | fitxa | Carregueu una nova foto                                                          |
| Can Toni Menescal      |                                                         | Fornells de la Selva Veïnat de la Barceloneta | 41° 55′ 26″ N, 2° 49′ 48″ E / 41.923817°N,2.829950°E | fitxa | Carregueu una nova foto                                                          |
| Ca l'Amargant          |                                                         | Fornells de la Selva Veïnat de la Barceloneta | 41° 54′ 44″ N, 2° 49′ 26″ E / 41.912222°N,2.823889°E | fitxa | Carregueu una nova foto                                                          |
| Can Ferrando           |                                                         | Fornells de la Selva Veïnat la Barceloneta, 4 | 41° 55′ 35″ N, 2° 49′ 43″ E / 41.926389°N,2.828611°E | fitxa | Carregueu una nova foto                                                          |
| Can Mai                |                                                         | Fornells de la Selva Veïnat la Barceloneta    | 41° 55′ 19″ N, 2° 49′ 02″ E / 41.921986°N,2.817282°E | fitxa | Carregueu una nova foto                                                          |
| Casa Nova Ferrando     |                                                         | Fornells de la Selva Veïnat la Barceloneta    | 41° 55′ 34″ N, 2° 49′ 32″ E / 41.926111°N,2.825556°E | fitxa | Carregueu una nova foto                                                          |
| Mas Gironès            | Inscripció: Mas Gironès                                 | Fornells de la Selva Veïnat la Barceloneta    | 41° 54′ 39″ N, 2° 48′ 58″ E / 41.910861°N,2.816166°E | fitxa | Carregueu una nova foto                                                          |
| Casa Nova de la Pineda |                                                         | Fornells de la Selva Veïnat de Falgueres      | 41° 54′ 28″ N, 2° 49′ 25″ E / 41.9079°N,2.823555°E   | fitxa | Carregueu una nova foto                                                          |

## Girona
| Nom                                                                       | Descripció                                                         | Localització                                          | Coordenades                                          | Fitxa | Imatge                                                                  |
| ------------------------------------------------------------------------- | ------------------------------------------------------------------ | ----------------------------------------------------- | ---------------------------------------------------- | ----- | ----------------------------------------------------------------------- |
| Carrer Sant Joan Bosco, 17                                                |                                                                    | Girona C. Sant Joan Bosco, 17, Pont Major             |                                                      | fitxa | Carregueu una nova foto                                                 |
| Vil·la Teresa                                                             |                                                                    | Girona C. Mare de Déu del Pilar, 1 - c. Bisbe Sivilla | 41° 58′ 39″ N, 2° 48′ 51″ E / 41.977569°N,2.814083°E | fitxa | Carregueu una nova foto                                                 |
| Antic Hospital de Santa Caterina                                          | Inscripció: La força de les nostres idees la mesurarà el temps     | Girona Pati de les Magnòlies                          | 41° 58′ 52″ N, 2° 49′ 17″ E / 41.9811°N,2.8214°E     | fitxa | Antic Hospital de Santa Caterina (Girona) · Carregueu una nova foto     |
| Carrer Pirineu, 1                                                         | Inscripció: Temps vertader                                         | Girona C. Pirineu, 1                                  | 41° 58′ 51″ N, 2° 49′ 39″ E / 41.9808°N,2.8275°E     | fitxa | Carregueu una nova foto                                                 |
| Carrer Pirineu, 9                                                         | Inscripció: Tempus fugit                                           | Girona C. Pirineu, 9                                  | 41° 58′ 53″ N, 2° 49′ 39″ E / 41.9814°N,2.8275°E     | fitxa | Carregueu una nova foto                                                 |
| Can Alvarez-Arnau                                                         | Inscripció: El temps vola                                          | Girona C. Regiment de Baza, 3                         | 41° 58′ 50″ N, 2° 49′ 41″ E / 41.980464°N,2.827951°E | fitxa | Carregueu una nova foto                                                 |
| Can Devesa, antiga Torre Vedruna                                          |                                                                    | Girona C. Indústria, 46, Polígon Mas Xirgu            | 41° 57′ 41″ N, 2° 48′ 07″ E / 41.961417°N,2.802017°E | fitxa | Can Devesa (Girona) · Carregueu una nova foto                           |
| Can Llach, Casa Adroher                                                   | Inscripció: Jo sense sol i tu sense fe no valem res                | Girona C. de Santa Llúcia, 3                          | 41° 59′ 21″ N, 2° 49′ 36″ E / 41.9891°N,2.8267°E     | fitxa | Carregueu una nova foto                                                 |
| Can Pau Birol, seu del Col·legi Bell-lloc del Pla                         |                                                                    | Girona                                                | 41° 58′ 08″ N, 2° 48′ 24″ E / 41.9689°N,2.8067°E     | fitxa | Carregueu una nova foto                                                 |
| Can Vàsquez                                                               |                                                                    | Girona C. de la Rutlla, 37 - c. Font del Rei          |                                                      | fitxa | Carregueu una nova foto                                                 |
| Carrer Bellavista, 13                                                     |                                                                    | Girona C. Bellavista, 13                              | 41° 58′ 51″ N, 2° 49′ 40″ E / 41.980701°N,2.827872°E | fitxa | Carregueu una nova foto                                                 |
| Casa Dalmau, avui Ribas                                                   | Inscripció: El sol coneix el lloc on s'ha de pondre                | Girona C. d'en Móra                                   | 41° 58′ 59″ N, 2° 49′ 34″ E / 41.983044°N,2.826142°E | fitxa | Carregueu una nova foto                                                 |
| Catedral (campanar)                                                       |                                                                    | Girona Pujada de la Catedral                          | 41° 59′ 14″ N, 2° 49′ 33″ E / 41.9871°N,2.8259°E     | fitxa | Catedral, campanar (Girona) · Vegeu més fotos · Carregueu una nova foto |
| Catedral (contrafort)                                                     |                                                                    | Girona Pujada de la Catedral                          | 41° 59′ 14″ N, 2° 49′ 34″ E / 41.9872°N,2.8260°E     | fitxa | Carregueu una nova foto                                                 |
| Catedral (interior del campanar Major)                                    | Inscripció: 1SZ9 [1529]                                            | Girona                                                | 41° 59′ 14″ N, 2° 17′ 10″ E / 41.9871°N,2.2860°E     | fitxa | Carregueu una nova foto                                                 |
| CEIP Cassià Costal                                                        | Inscripció: Quan el temps passa corrent vol dir que estem contents | Girona C. Cassià Costal - c. Bru Barnoya i Xiberta    | 41° 58′ 24″ N, 2° 48′ 54″ E / 41.9732°N,2.8149°E     | fitxa | Carregueu una nova foto                                                 |
| Convent de les Butinyanes                                                 | Equatorial                                                         | Girona Pl. dels Lledoners, 6                          | 41° 59′ 12″ N, 2° 49′ 35″ E / 41.9867°N,2.8265°E     | fitxa | Carregueu una nova foto                                                 |
| La Casa Nova                                                              |                                                                    | Girona C. Bellavista, 8                               | 41° 58′ 48″ N, 2° 49′ 44″ E / 41.9801°N,2.8289°E     | fitxa | Carregueu una nova foto                                                 |
| Museu d'Història de Girona, antic Convent caputxí de Sant Antoni de Pàdua |                                                                    | Girona C. de la Forca, 27, pati                       | 41° 59′ 13″ N, 2° 49′ 30″ E / 41.9869°N,2.8249°E     | fitxa | Museu d'Història de Girona (Girona) · Carregueu una nova foto           |
| Passeig d'Olot                                                            | Conjunt de dos relletges                                           | Girona Pg. d'Olot - av. Ramon Muntaner                | 41° 58′ 36″ N, 2° 48′ 40″ E / 41.9767°N,2.8111°E     | fitxa | Passeig d'Olot (Girona) · Carregueu una nova foto                       |
| Torre del Seminari                                                        |                                                                    | Girona Pujada de Sant Martí, església de Sant Martí   | 41° 59′ 07″ N, 2° 49′ 37″ E / 41.985150°N,2.826967°E | fitxa | Carregueu una nova foto                                                 |
| Mas Mainau, Residència Canina Campdorà                                    |                                                                    | Girona Ctra. C-255 km 1,2. Campdorà                   | 42° 01′ 20″ N, 2° 49′ 58″ E / 42.022100°N,2.832750°E | fitxa | Carregueu una nova foto                                                 |
| Mas Aragai                                                                | Inscripció: 1637                                                   | Girona C. de Santiago Coquard i Sala, 2. Palau        | 41° 57′ 37″ N, 2° 49′ 48″ E / 41.960400°N,2.829917°E | fitxa | Carregueu una nova foto                                                 |
| Masia Can Xicu                                                            |                                                                    | Girona C. de la Riera de Mus, 27. Palau               | 41° 57′ 29″ N, 2° 48′ 54″ E / 41.957967°N,2.814883°E | fitxa | Carregueu una nova foto                                                 |
| Can Verd                                                                  |                                                                    | Girona Palau                                          | 41° 57′ 36″ N, 2° 49′ 59″ E / 41.960133°N,2.833000°E | fitxa | Carregueu una nova foto                                                 |
| Can Triola                                                                | Inscripció: Déu vos guard                                          | Girona C. Torre Malla, 11. Palau Sacosta              | 41° 57′ 02″ N, 2° 49′ 06″ E / 41.9505°N,2.8184°E     | fitxa | Carregueu una nova foto                                                 |
| Rectoria de Sant Miquel                                                   |                                                                    | Girona C. Creu de Palau, 15. Palau Sacosta            | 41° 57′ 24″ N, 2° 49′ 19″ E / 41.956783°N,2.822083°E | fitxa | Carregueu una nova foto                                                 |
| Mas Ramada                                                                |                                                                    | Girona C. del Barranc. Vilarroja                      | 41° 58′ 12″ N, 2° 50′ 27″ E / 41.970117°N,2.840833°E | fitxa | Mas Ramada (Girona) · Carregueu una nova foto                           |

## Juià
| Nom                   | Descripció | Localització | Coordenades                                          | Fitxa | Imatge                  |
| --------------------- | ---------- | ------------ | ---------------------------------------------------- | ----- | ----------------------- |
| Església de Sant Pere |            | Juià         | 42° 01′ 02″ N, 2° 54′ 25″ E / 42.017200°N,2.906833°E | fitxa | Carregueu una nova foto |

## Llagostera
| Nom                                    | Descripció                                                    | Localització                                                  | Coordenades                                          | Fitxa | Imatge                  |
| -------------------------------------- | ------------------------------------------------------------- | ------------------------------------------------------------- | ---------------------------------------------------- | ----- | ----------------------- |
| Carrer Circumval·lació, 403            |                                                               | Llagostera C. Circumval·lació, 403. Urb. Selva Brava          | 41° 47′ 09″ N, 2° 53′ 56″ E / 41.785767°N,2.898950°E | fitxa | Carregueu una nova foto |
| Carrer del Roser, 11                   |                                                               | Llagostera C. del Roser, 11                                   | 41° 49′ 24″ N, 2° 53′ 48″ E / 41.823300°N,2.896583°E | fitxa | Carregueu una nova foto |
| Ca n'Anglada                           |                                                               | Llagostera                                                    |                                                      | fitxa | Carregueu una nova foto |
| Carretera de Romanyà                   |                                                               | Llagostera Ctra. de Romanyà                                   |                                                      | fitxa | Carregueu una nova foto |
| Carretera de Cassà de la Selva         |                                                               | Llagostera Crta. de Cassà de la Selva C65, km 22              |                                                      | fitxa | Carregueu una nova foto |
| Can Perera                             | Inscripció: Mas Parera / 1515                                 | Llagostera Veïnat de Penedes, 22                              | 41° 50′ 02″ N, 2° 55′ 30″ E / 41.83376°N,2.924959°E  | fitxa | Carregueu una nova foto |
| Ca n'Alou                              |                                                               | Llagostera Veïnat de Penedès, 41                              | 41° 50′ 04″ N, 2° 55′ 37″ E / 41.834482°N,2.926921°E | fitxa | Carregueu una nova foto |
| Molí d'en Companyó                     | Inscripció: Qui pren el sol amb mida fa com jo té llarga vida | Llagostera Masia Can Companyó de Caldes de Malavella, a 500 m |                                                      | fitxa | Carregueu una nova foto |
| Can Brugat                             |                                                               | Llagostera Veïnat de Bruguera, 37                             | 41° 51′ 32″ N, 2° 53′ 45″ E / 41.858950°N,2.895800°E | fitxa | Carregueu una nova foto |
| Mas Mundo                              |                                                               | Llagostera Bruguera                                           | 41° 50′ 26″ N, 2° 52′ 49″ E / 41.840683°N,2.880400°E | fitxa | Carregueu una nova foto |
| Mas Xifre                              |                                                               | Llagostera Bruguera                                           | 41° 50′ 30″ N, 2° 52′ 50″ E / 41.841767°N,2.880417°E | fitxa | Carregueu una nova foto |
| Carrer Puig del Perdigolet, 45         |                                                               | Llagostera C. Puig del Perdigolet, 45. Font Bona              | 41° 46′ 13″ N, 2° 54′ 21″ E / 41.77027°N,2.90583°E   | fitxa | Carregueu una nova foto |
| Ca l'Estrach                           |                                                               | Llagostera Llobatera                                          |                                                      | fitxa | Carregueu una nova foto |
| Can Maimí                              |                                                               | Llagostera Llobatera                                          | 41° 48′ 20″ N, 2° 53′ 04″ E / 41.805550°N,2.884433°E | fitxa | Carregueu una nova foto |
| Can Pinet                              |                                                               | Llagostera Llobatera                                          | 41° 48′ 26″ N, 2° 53′ 07″ E / 41.807117°N,2.885283°E | fitxa | Carregueu una nova foto |
| Can Vidal de Llobatera                 |                                                               | Llagostera Veïnat de Llobatera, 21                            | 41° 48′ 03″ N, 2° 52′ 32″ E / 41.800767°N,2.875433°E | fitxa | Carregueu una nova foto |
| Can Boada                              | Inscripció: Mas Boada / MCCCXLVIII - MMVII                    | Llagostera Veïnat de Llobatera, 19                            | 41° 48′ 24″ N, 2° 52′ 49″ E / 41.806667°N,2.880333°E | fitxa | Carregueu una nova foto |
| Ca l'Artau                             |                                                               | Llagostera Ctra. a Caldes km 2. Veïnat de Mata, 9             | 41° 49′ 59″ N, 2° 51′ 58″ E / 41.833033°N,2.866233°E | fitxa | Carregueu una nova foto |
| Mas Galceran                           | Inscripció: Mas Galceran / 1918                               | Llagostera Ctra. GI-674 km 7. La Mata                         | 41° 50′ 01″ N, 2° 52′ 31″ E / 41.833633°N,2.875350°E | fitxa | Carregueu una nova foto |
| Can Bareia                             | Inscripció: Ramon de Panedes / 1920                           | Llagostera Penedes                                            | 41° 50′ 15″ N, 2° 56′ 01″ E / 41.837550°N,2.933683°E | fitxa | Carregueu una nova foto |
| Can Camós                              |                                                               | Llagostera Penedes                                            | 41° 50′ 23″ N, 2° 56′ 54″ E / 41.839750°N,2.948467°E | fitxa | Carregueu una nova foto |
| Can Codola                             |                                                               | Llagostera Penedes                                            | 41° 50′ 42″ N, 2° 57′ 01″ E / 41.845067°N,2.950200°E | fitxa | Carregueu una nova foto |
| Can Farré                              | Inscripció: Ramon de Panedes / 1920                           | Llagostera Davant l'ermita de Penedes                         |                                                      | fitxa | Carregueu una nova foto |
| Mas Ruscalleda, Restaurant Ca la Maria |                                                               | Llagostera Ctra. C-35 km 8. Penedes                           | 41° 49′ 42″ N, 2° 56′ 43″ E / 41.828233°N,2.945317°E | fitxa | Carregueu una nova foto |
| Mas Vidal                              |                                                               | Llagostera Veïnat de Penedes, 45                              | 41° 50′ 13″ N, 2° 56′ 22″ E / 41.836824°N,2.939363°E | fitxa | Carregueu una nova foto |
| Can Guinó                              | Inscripció: Nihil novum sub sole                              | Llagostera Sant Llorenç                                       | 41° 48′ 36″ N, 2° 54′ 04″ E / 41.810°N,2.901°E       | fitxa | Carregueu una nova foto |
| Can Santi                              |                                                               | Llagostera Sant Llorenç                                       | 41° 48′ 43″ N, 2° 53′ 24″ E / 41.812°N,2.890°E       | fitxa | Carregueu una nova foto |
| La Torre de Sant Llorenç (I)           | Inscripció: Amicis quaelibet hora                             | Llagostera Sant Llorenç                                       | 41° 48′ 20″ N, 2° 53′ 46″ E / 41.805450°N,2.896100°E | fitxa | Carregueu una nova foto |
| La Torre de Sant Llorenç (II)          | Inscripció: Jerusalem, Roma, Santiago                         | Llagostera Sant Llorenç                                       | 41° 48′ 20″ N, 2° 53′ 46″ E / 41.805450°N,2.896100°E | fitxa | Carregueu una nova foto |
| La Torre de Sant Llorenç (III)         | Analèmic                                                      | Llagostera Sant Llorenç                                       | 41° 48′ 20″ N, 2° 53′ 46″ E / 41.805450°N,2.896100°E | fitxa | Carregueu una nova foto |
| Mas Sureda                             |                                                               | Llagostera Ctra. GIV-6821 km 1,5. Sant Llorenç                | 41° 47′ 44″ N, 2° 53′ 48″ E / 41.795433°N,2.896650°E | fitxa | Carregueu una nova foto |

## Llambilles
| Nom               | Descripció            | Localització              | Coordenades                                          | Fitxa | Imatge                  |
| ----------------- | --------------------- | ------------------------- | ---------------------------------------------------- | ----- | ----------------------- |
| Carrer Escoles, 2 |                       | Llambilles C. Escoles, 2  | 41° 55′ 17″ N, 2° 51′ 34″ E / 41.921350°N,2.859367°E | fitxa | Carregueu una nova foto |
| Can Sunyer        | Inscripció: 1951-2006 | Llambilles C. Església, 5 | 41° 55′ 17″ N, 2° 51′ 33″ E / 41.921483°N,2.859233°E | fitxa | Carregueu una nova foto |

## Madremanya
| Nom                 | Descripció | Localització       | Coordenades | Fitxa | Imatge                  |
| ------------------- | ---------- | ------------------ | ----------- | ----- | ----------------------- |
| Mas de la Carretera |            | Madremanya Millars |             | fitxa | Carregueu una nova foto |

## Quart
| Nom                                   | Descripció                                                                                 | Localització                                | Coordenades                                          | Fitxa | Imatge                  |
| ------------------------------------- | ------------------------------------------------------------------------------------------ | ------------------------------------------- | ---------------------------------------------------- | ----- | ----------------------- |
| Cal Rei                               |                                                                                            | Quart Pujada de l'Església, 19              | 41° 56′ 25″ N, 2° 50′ 42″ E / 41.940300°N,2.844967°E | fitxa | Carregueu una nova foto |
| Can Marcó                             |                                                                                            | Quart Ctra. de Girona, 111                  | 41° 56′ 27″ N, 2° 50′ 26″ E / 41.940900°N,2.840517°E | fitxa | Carregueu una nova foto |
| Fàbrica de ceràmica Can Marcó         |                                                                                            | Quart Ctra. de Girona, 104                  | 41° 56′ 26″ N, 2° 50′ 29″ E / 41.940533°N,2.841317°E | fitxa | Carregueu una nova foto |
| Can Lliure, cara SE                   | Inscripció: El sol, que el Senyor ens envia, dona l'hora i ens diu bon dia                 | Quart Ctra. GIV-6703 km 4                   | 41° 58′ 02″ N, 2° 51′ 57″ E / 41.967350°N,2.865850°E | fitxa | Carregueu una nova foto |
| Can Lliure, cara SO                   | Inscripció: A sa Lliura de Palol és l'hora de treballar i, si Déu vol, la nit de descansar | Quart Ctra. GIV-6703 km 4                   | 41° 58′ 03″ N, 2° 51′ 56″ E / 41.967583°N,2.865550°E | fitxa | Carregueu una nova foto |
| Mas Blanc                             |                                                                                            | Quart                                       | 41° 56′ 05″ N, 2° 50′ 32″ E / 41.93483°N,2.842333°E  | fitxa | Carregueu una nova foto |
| Can Tet                               |                                                                                            | Quart La Creueta                            | 41° 57′ 17″ N, 2° 50′ 06″ E / 41.954650°N,2.835050°E | fitxa | Carregueu una nova foto |
| Can Batlle de Quart, Restaurant Siloc | Restes de dos rellotges                                                                    | Quart Ctra. dels Àngels km. 0,2. La Creueta | 41° 57′ 50″ N, 2° 50′ 43″ E / 41.963935°N,2.845369°E | fitxa | Carregueu una nova foto |
| Can Mascort                           |                                                                                            | Quart Ctra. dels Àngels, km 3,5. La Creueta | 41° 57′ 50″ N, 2° 51′ 48″ E / 41.964017°N,2.863217°E | fitxa | Carregueu una nova foto |
| Can Ferrer Vell                       |                                                                                            | Quart Ctra. C-250 km 4,3. Palol d'Onyar     | 41° 57′ 13″ N, 2° 50′ 33″ E / 41.953533°N,2.842467°E | fitxa | Carregueu una nova foto |
| Can Rovira                            |                                                                                            | Quart Palol d'Onyar                         | 41° 57′ 25″ N, 2° 51′ 09″ E / 41.956867°N,2.852400°E | fitxa | Carregueu una nova foto |
| Parròquia de Sant Sadurní             |                                                                                            | Quart Palol d'Onyar                         | 41° 57′ 24″ N, 2° 51′ 02″ E / 41.956567°N,2.850617°E | fitxa | Carregueu una nova foto |

## Salt
| Nom            | Descripció | Localització               | Coordenades                                          | Fitxa | Imatge                  |
| -------------- | ---------- | -------------------------- | ---------------------------------------------------- | ----- | ----------------------- |
| Cal Cigarró    |            | Salt C. Josep Aguilera, 17 | 41° 58′ 30″ N, 2° 46′ 57″ E / 41.975117°N,2.782483°E | fitxa | Carregueu una nova foto |
| Can Coll       |            | Salt C. Processó, 8        | 41° 58′ 25″ N, 2° 46′ 58″ E / 41.973617°N,2.782683°E | fitxa | Carregueu una nova foto |
| Rectoria Vella |            | Salt Pg. de Verdaguer, 3   | 41° 58′ 29″ N, 2° 47′ 05″ E / 41.974600°N,2.784800°E | fitxa | Carregueu una nova foto |

## Sant Andreu Salou
| Nom                           | Descripció | Localització                           | Coordenades                                          | Fitxa | Imatge                  |
| ----------------------------- | ---------- | -------------------------------------- | ---------------------------------------------------- | ----- | ----------------------- |
| Can Batlle                    |            | Sant Andreu Salou Can Batlle 10        |                                                      | fitxa | Carregueu una nova foto |
| Can Gelats, abans Mas Salvadó |            | Sant Andreu Salou                      |                                                      | fitxa | Carregueu una nova foto |
| Can Patxac                    |            | Sant Andreu Salou C. de la Plaça, 7    | 41° 52′ 27″ N, 2° 49′ 31″ E / 41.874267°N,2.825233°E | fitxa | Carregueu una nova foto |
| Rectoria de Sant Andreu Salou |            | Sant Andreu Salou Pl. de l'Església, 3 |                                                      | fitxa | Carregueu una nova foto |

## Sant Gregori
| Nom                                | Descripció                                       | Localització                            | Coordenades                                          | Fitxa | Imatge                  |
| ---------------------------------- | ------------------------------------------------ | --------------------------------------- | ---------------------------------------------------- | ----- | ----------------------- |
| Avinguda Serra i Cavallé           |                                                  | Sant Gregori Av. Serra i Cavallé        | 41° 59′ 26″ N, 2° 45′ 45″ E / 41.990556°N,2.762500°E | fitxa | Carregueu una nova foto |
| Barri de l'església vella          |                                                  | Sant Gregori                            | 41° 59′ 28″ N, 2° 44′ 19″ E / 41.991067°N,2.738733°E | fitxa | Carregueu una nova foto |
| Can Daranès                        |                                                  | Sant Gregori Barri del Raval            | 41° 59′ 50″ N, 2° 44′ 12″ E / 41.997222°N,2.736667°E | fitxa | Carregueu una nova foto |
| Mas Ferran                         |                                                  | Sant Gregori Camí de la Bruguera        |                                                      | fitxa | Carregueu una nova foto |
| Carrer de Baix, 72                 |                                                  | Sant Gregori C. de Baix, 72             | 41° 59′ 24″ N, 2° 45′ 24″ E / 41.989883°N,2.756683°E | fitxa | Carregueu una nova foto |
| Carrer Argelaguet, 13              |                                                  | Sant Gregori C. Argelaguet, 13          | 41° 59′ 22″ N, 2° 45′ 34″ E / 41.989517°N,2.759517°E | fitxa | Carregueu una nova foto |
| Can Biel                           |                                                  | Sant Gregori Cartellà                   | 42° 01′ 00″ N, 2° 45′ 55″ E / 42.016717°N,2.765217°E | fitxa | Carregueu una nova foto |
| Can Palol                          |                                                  | Sant Gregori Cartellà                   | 42° 00′ 57″ N, 2° 44′ 36″ E / 42.015737°N,2.743276°E | fitxa | Carregueu una nova foto |
| Can Reixac                         | Inscripció: Dona'm sol i et daré l'hora          | Sant Gregori La Vileta, Cartellà        | 42° 01′ 16″ N, 2° 45′ 28″ E / 42.021200°N,2.757850°E | fitxa | Carregueu una nova foto |
| Can Vila de la Vileta              |                                                  | Sant Gregori La Vileta, Cartellà        | 42° 01′ 13″ N, 2° 45′ 29″ E / 42.020278°N,2.758056°E | fitxa | Carregueu una nova foto |
| Can Xifra Vell                     |                                                  | Sant Gregori Cartellà                   | 42° 01′ 21″ N, 2° 45′ 57″ E / 42.022500°N,2.765833°E | fitxa | Carregueu una nova foto |
| Mas Gironès Vell                   |                                                  | Sant Gregori Cartellà                   | 42° 01′ 12″ N, 2° 45′ 02″ E / 42.020000°N,2.750556°E | fitxa | Carregueu una nova foto |
| Cal Pagès                          |                                                  | Sant Gregori Ginestar                   | 42° 00′ 12″ N, 2° 44′ 01″ E / 42.003383°N,2.733583°E | fitxa | Carregueu una nova foto |
| Can Piyon                          |                                                  | Sant Gregori Ctra, a Sta Afra, Ginestar | 42° 00′ 25″ N, 2° 43′ 50″ E / 42.006944°N,2.730556°E | fitxa | Carregueu una nova foto |
| Convent de les Monges Bernardes    | Inscripció: Jo sense sol i tu sense fe no som re | Sant Gregori Sant Medir                 | 42° 01′ 38″ N, 2° 46′ 21″ E / 42.027350°N,2.772633°E | fitxa | Carregueu una nova foto |
| Església de Sant Medir de Cartellà |                                                  | Sant Gregori Sant Medir                 | 42° 01′ 37″ N, 2° 46′ 25″ E / 42.026961°N,2.773517°E | fitxa | Carregueu una nova foto |
| Mas Sunyer                         |                                                  | Sant Gregori Taialà                     | 41° 59′ 58″ N, 2° 47′ 26″ E / 41.999400°N,2.790500°E | fitxa | Carregueu una nova foto |

## Sant Joan de Mollet
| Nom                    | Descripció               | Localització                          | Coordenades | Fitxa | Imatge                  |
| ---------------------- | ------------------------ | ------------------------------------- | ----------- | ----- | ----------------------- |
| Avinguda Catalunya, 23 | Inscripció: Tempus fugit | Sant Joan de Mollet Av. Catalunya, 23 |             | fitxa | Carregueu una nova foto |

## Sant Jordi Desvalls
| Nom                    | Descripció | Localització                                 | Coordenades                                          | Fitxa | Imatge                  |
| ---------------------- | ---------- | -------------------------------------------- | ---------------------------------------------------- | ----- | ----------------------- |
| Can Pairet             |            | Sant Jordi Desvalls C. de Francesc Macià, 27 | 42° 04′ 21″ N, 2° 57′ 11″ E / 42.072533°N,2.953050°E | fitxa | Carregueu una nova foto |
| Església de Sant Jordi |            | Sant Jordi Desvalls Pl. de l'Església        | 42° 04′ 20″ N, 2° 57′ 14″ E / 42.072117°N,2.953867°E | fitxa | Carregueu una nova foto |
| Can Figueres           |            | Sant Jordi Desvalls C. Convent, 3. Diana     | 42° 05′ 07″ N, 2° 57′ 10″ E / 42.085167°N,2.952883°E | fitxa | Carregueu una nova foto |
| Mas Solà               |            | Sant Jordi Desvalls Diana                    | 42° 05′ 21″ N, 2° 56′ 52″ E / 42.089267°N,2.947867°E | fitxa | Carregueu una nova foto |

## Sant Julià de Ramis
| Nom                        | Descripció | Localització                   | Coordenades                                          | Fitxa | Imatge                  |
| -------------------------- | ---------- | ------------------------------ | ---------------------------------------------------- | ----- | ----------------------- |
| Carrer Morbey, Golf Girona |            | Sant Julià de Ramis C. Morbey  | 42° 02′ 06″ N, 2° 48′ 40″ E / 42.035000°N,2.811111°E | fitxa | Carregueu una nova foto |
| Can Patrici                |            | Sant Julià de Ramis La Garriga | 42° 01′ 57″ N, 2° 49′ 48″ E / 42.032383°N,2.829933°E | fitxa | Carregueu una nova foto |
| Mas Rebogent               |            | Sant Julià de Ramis La Garriga | 42° 01′ 56″ N, 2° 49′ 43″ E / 42.032117°N,2.828733°E | fitxa | Carregueu una nova foto |
| Can Falgueres              |            | Sant Julià de Ramis Olivars    | 42° 03′ 05″ N, 2° 50′ 28″ E / 42.051433°N,2.841067°E | fitxa | Carregueu una nova foto |

## Sant Martí de Llémena
| Nom          | Descripció                                        | Localització                                                           | Coordenades                                          | Fitxa | Imatge                  |
| ------------ | ------------------------------------------------- | ---------------------------------------------------------------------- | ---------------------------------------------------- | ----- | ----------------------- |
| Can Teixidor |                                                   | Sant Martí de Llémena Crta. GIV-5315 km 0,800. Granollers de Rocacorba | 42° 03′ 07″ N, 2° 38′ 19″ E / 42.052050°N,2.638600°E | fitxa | Carregueu una nova foto |
| Can Pasqual  | Inscripció: Jo sense sol i tu sense fe no som res | Sant Martí de Llémena Llorà                                            | 42° 01′ 14″ N, 2° 42′ 25″ E / 42.020683°N,2.706883°E | fitxa | Carregueu una nova foto |

## Sant Martí Vell
| Nom                                    | Descripció                                                        | Localització                     | Coordenades                                          | Fitxa | Imatge                                                                                               |
| -------------------------------------- | ----------------------------------------------------------------- | -------------------------------- | ---------------------------------------------------- | ----- | --- |
| Església de Sant Martí                 |                                                                   | Sant Martí Vell                  | 42° 01′ 11″ N, 2° 55′ 51″ E / 42.019600°N,2.930717°E | fitxa | Carregueu una nova foto                                                                              |
| Santuari de la Mare de Déu dels Àngels | Inscripció: Dels àngels reina i senyora vetlleu-nos l'última hora | Sant Martí Vell Cim del puig Alt | 41° 59′ 05″ N, 2° 54′ 32″ E / 41.984667°N,2.908967°E | fitxa | Santuari de la Mare de Déu dels Àngels (Sant Martí Vell) · Vegeu més fotos · Carregueu una nova foto |
| Valldemia                              |                                                                   | Sant Martí Vell                  | 41° 59′ 36″ N, 2° 55′ 15″ E / 41.993461°N,2.920892°E | fitxa | Carregueu una nova foto                                                                              |

## Sarrià de Ter
| Nom               | Descripció                            | Localització              | Coordenades                                          | Fitxa | Imatge                  |
| ----------------- | ------------------------------------- | ------------------------- | ---------------------------------------------------- | ----- | ----------------------- |
| Hotel Nord Gironí | Inscripció: Tempus - fugit - depressa | Sarrià de Ter Via Augusta | 42° 00′ 53″ N, 2° 49′ 29″ E / 42.014833°N,2.824650°E | fitxa | Carregueu una nova foto |

## Vilablareix
| Nom                       | Descripció                 | Localització                        | Coordenades                                          | Fitxa | Imatge                  |
| ------------------------- | -------------------------- | ----------------------------------- | ---------------------------------------------------- | ----- | ----------------------- |
| Can Raset                 |                            | Vilablareix                         |                                                      | fitxa | Carregueu una nova foto |
| Veïnat de l'Església, 8   |                            | Vilablareix Veïnat de l'Església, 8 |                                                      | fitxa | Carregueu una nova foto |
| Carrer de la Farigola, 17 |                            | Vilablareix C. de la Farigola, 17   | 41° 57′ 08″ N, 2° 47′ 59″ E / 41.952100°N,2.799650°E | fitxa | Carregueu una nova foto |
| Carrer de la Farigola, 28 | Inscripció: la Casa Vella  | Vilablareix C. de la Farigola, 28   | 41° 57′ 07″ N, 2° 47′ 55″ E / 41.951867°N,2.798667°E | fitxa | Carregueu una nova foto |
| Centre Cívic Can Gruart   |                            | Vilablareix C. de la Farigola, 50   | 41° 57′ 00″ N, 2° 47′ 46″ E / 41.950033°N,2.796033°E | fitxa | Carregueu una nova foto |
| Mas Oller                 | Inscripció: Mas Oller 1866 | Vilablareix Ctra. GIV-5332 km 0,6   | 41° 56′ 57″ N, 2° 46′ 49″ E / 41.949217°N,2.780200°E | fitxa | Carregueu una nova foto |

## Viladasens
| Nom     | Descripció | Localització | Coordenades                                          | Fitxa | Imatge                  |
| ------- | ---------- | ------------ | ---------------------------------------------------- | ----- | ----------------------- |
| La Móra |            | Viladasens   | 42° 06′ 22″ N, 2° 56′ 01″ E / 42.106017°N,2.933633°E | fitxa | Carregueu una nova foto |